# Edition Tonger
Edition Tonger ist ein Musik- und Musikbuchverlag, der 1822 in Köln gegründet wurde, 1951 seinen Firmensitz nach Köln-Rodenkirchen verlegte und ab 2007 ein Partnerverlag der edition 49 in Karlsruhe wurde.

## Geschichte

### 1822 bis 1945
Die Firma Tonger wurde am 1. Juli 1822 von Augustin Josef Tonger (1801–1881), Nachkomme einer seit 1608 in Köln ansässigen Familie, in Köln gegründet. Es war ursprünglich eine Buchhandlung, der 1850 eine Musikabteilung angegliedert wurde. Die Buchhandlung wurde 1893 endgültig abgestoßen. Augustin Josef Tongers Sohn Peter Josef Tonger gründete den Musikverlag Tonger, der zunächst vor allem volkstümliche Musik und seit 1906 auch Gitarrenmusik veröffentlichte.
Bis zum Zweiten Weltkrieg wurde der Verlag von Peter Josef Tonger I (1845–1917), Peter Josef Tonger II (1875–1960) und Peter Josef Tonger III (genannt Hans; 1902–1989) geleitet. Peter Josef Tonger I (Peter Josef Tonger senior) vergrößerte den Verlag durch Aufkauf anderer Unternehmen, Peter Josef Tonger II (Peter Josef Tonger junior) übernahm 1908 die Leitung der Firma, war lange Jahre Vorsitzender des Deutschen Musikalienhändler-Verbandes und erhielt 1953 die Ehrenmitgliedschaft. Peter Josef Tonger III trat im Jahre 1922, genau 100 Jahre nach Firmengründung, in die Firma ein – nach einer kurzen Lehrzeit im deutschen Verlegerzentrum Leipzig. Am Ende des Zweiten Weltkriegs wurde das Verlags- und Geschäftshaus Am Hof in der Kölner Innenstadt durch Brandbomben zerstört.

### 1945 bis 2007
Im Zuge des Neubeginns wurden Musikalienhandlung und Musikverlag getrennt. Das Musikhaus Tonger konnte in der Nähe des alten Hauses weitergeführt werden, der P.J. Tonger Musikverlag siedelte sich nach einigen provisorischen Zwischenstationen in Rodenkirchen an, das 1975 nach Köln eingemeindet wurde. Der 1902 geborene, ab 1922 im Verlagsunternehmen tätige Peter Josef Tonger wurde 1948 Inhaber. Dessen Sohn Peter Tonger (* 22. März 1937) absolvierte eine Lehre im Musikhandel in Freiburg, ein Studium der Schulmusik in Berlin und ein Volontariat bei einem Wiener Verlag. 1965 wurde er Gesellschafter in der neugegründeten KG, 1989 übernahm er in fünfter Generation die Leitung des Verlags. 1976 wurden die Chorverlage Carl Engels (Mülheim an der Ruhr) und 1983 Gerhard Rabe (Dortmund) und Fritz Spies (Gevelsberg) erworben.

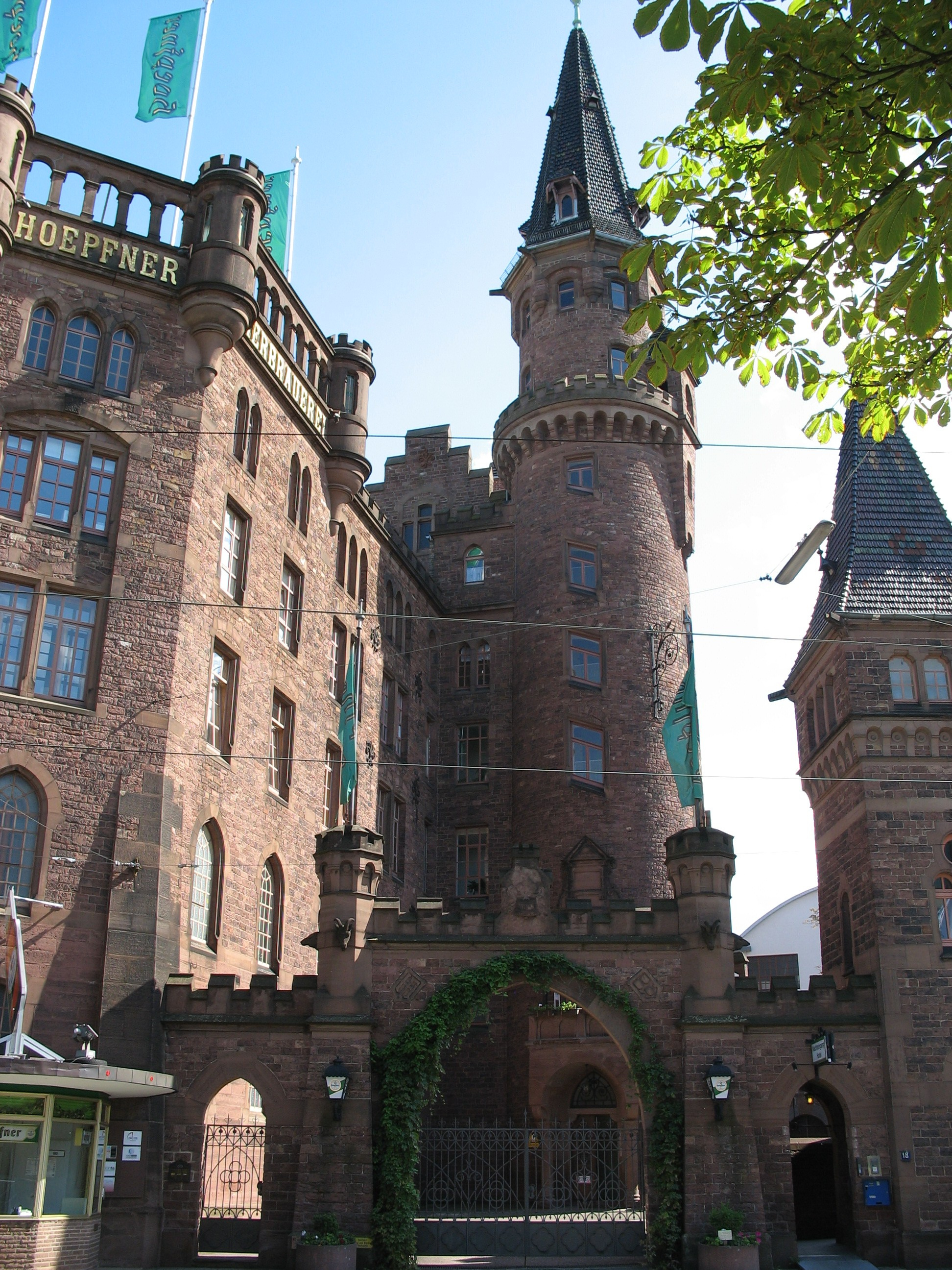
Heutiger Sitz der Tonger Edition in der Hoepfner Burg in Karlsruhe

### Seit 2007
Im Jahre 2007 wurde der P. J. Tonger Musikverlag ein Partnerverlag des edition 49 Bühnen- und Musikverlags in Karlsruhe, der das gesamte Verlagsprogramm und den Vertrieb übernahm.

## Verlagsprogramm

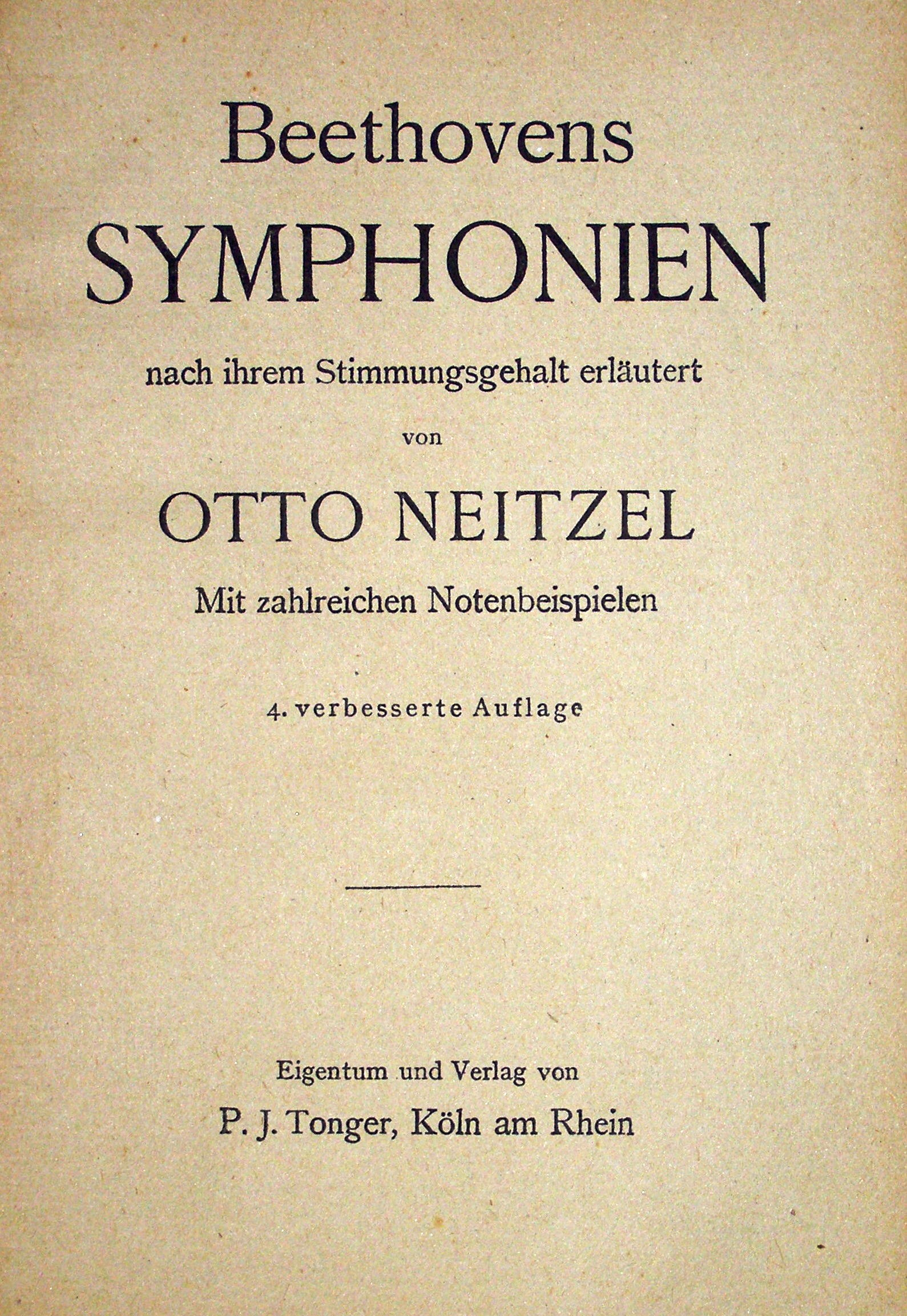
Publikation des Verlags P.J. Tonger von Otto Neitzel: Über Beethovens Symphonien, nach ihrem Stimmungsgehalt erläutert (ca. 1890)

### Chor-, Instrumental- und Volksmusik
Von Anfang an waren Chor- und Instrumentalmusik ein Schwerpunkt des Tonger Musikverlags, insbesondere Werke für Gesangsvereine oder Männerchöre. Auch kölnische und rheinische Karnevals- und Heimatlieder waren im Angebot.

### Unterrichtswerke
Von Anfang an wurden Unterrichtswerke publiziert:
- Klavierschulen von Wohlfahrt, von Max Bisping (1817–1880), von Eduard Horak (1839–1908), von Heinz Schüngeler, von Fritz Isselmann (1902–1987), von Otto von Irmer (1903–1992),
- Orgelschule von Karl Sattler (1874–1938),
- Harmoniumschule von Bungart,
- Keyboardschule von Friedhelm Floer,
- Violinschulen von Hohmann-Heim und von Wilhelm Isselmann (1902–1987),
- Violoncelloschule von Nicolai Petrat,
- Gitarrenschule von Helmut Mönkemeyer (1905–1992), von Dirk Brakloff (* 1963) und von Jan Davidts / Albrecht Koch,
- Flötenschulen von Jost Nickel (* 1942) und von André Sebald (1953),
- Blechbläserschule von Alfred Stöneberg (1914–1999),
- Schlagzeugschule von Mike Haarman.

### Reihen
- „Tongers Taschen Alben“
- „Lebensfreude“ (Spruchsammlung)
- „Oktav-Bände Tongers Musikschatz“
- „Das Kammerlied - Zeitgenössische Musik für Gesang und Instrumente“
- „Chormusik nach europäischen Volksliedern“
- „Studio Corale - weltliche und geistliche Chormusik“
- „Kontrapunkte - Schriften zur deutschen Musik der Gegenwart“ (u. a. Monografien über Anton Webern, Wolfgang Fortner, Karlheinz Stockhausen)
- „Berühmte Musikwerke im Spiegel ihrer Interpretationen“ (Bach, Vivaldi, Haydn, Beethoven, Schubert, Schumann, Debussy, Bartók)

## Autoren und Komponisten (Auswahl)
Elizabeth R. Austin, Jürg Baur, Kirsty Beilharz, Günther Bialas, Franz Biebl, Elke Mascha Blankenburg, Edmund v. Borck, Peter Michael Braun, Cesar Bresgen, Alois Bröder, Fritz Büchtger, Ernst Bücken, Adolf Busch, Hans Chemin-Petit, Adolf Clemens, Violeta Dinescu, Johannes Driessler, Jindřich Feld, Takashi Fujii, Fritz Chr. Gerhard, Willy Giefer, Willy Giesen, Wilhelm Heinrichs, Kurt Hessenberg, Georg Katzer, Wilhelm Kempff, Arnold Kempkens, Richard Rudolf Klein, Armin Knab, Ernst-Lothar v. Knorr, Heinrich Lemacher, Heinrich Lindlar, Kurt Lissmann, Paul Mies, Otto Neitzel, Hans Georg Pflüger, Heinrich Poos, Walter Rein, Quirin Rische, Hermannjosef Rübben, Erhan Sanri, Walther Schneider, Michael Gregor Scholl, Hermann Schroeder, Willy Sendt, Otto Siegl, Margarete Sorg-Rose, Bruno Stürmer, Iris Szeghy, Dimitri Terzakis, Stefan Thomas, Hermann Unger, Fritz Volbach, Volker Wangenheim, Kate Waring, Theodor Warner, Bernhard Weber, Stanley Weiner, Helmut Weinrebe, Julius Weismann, Berndt W. Wessling, Erna Woll, Gottfried Wolters, Udo Zilkens, Fine Zimmermann, Wolfgang Hildemann